# Ro.To

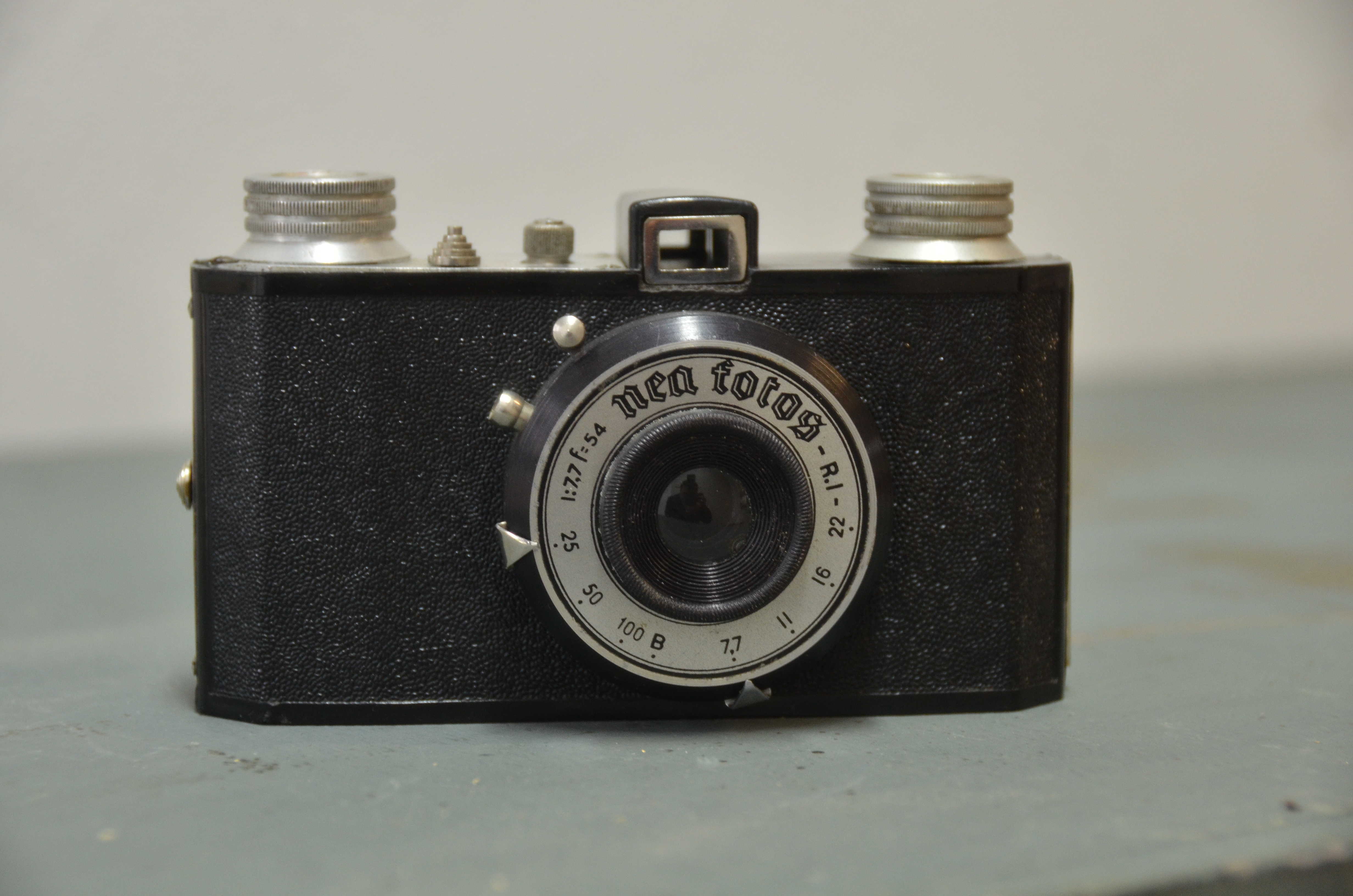
La Neo fotos

La Ro.To o Roto di Giovanni Ropolo Torino è stata un'azienda italiana produttrice di fotocamere economiche operante nel dopoguerra. Fondata nel 1938, l'azienda cessò la produzione nel 1960.

## Storia
Giovanni Ropolo Torinese iniziò a produrre macchine già prima della seconda guerra mondiale: si affidava nella costruzione dei modelli a piccole aziende del Nord Italia, tra cui la Alpha Photo di Piacenza.
Insieme alla produzione di modelli propri, la Ro.To commercializzò anche prodotti costruiti dalla ditta Riber e battezzati con i nomi Juve, OK e Derby.
Dopo la fine della produzione di apparecchi, la Ro.To continuò le sue attività commerciali come distributore di materiale fotografico, confluendo nel 1970 nel CIDAF (Consorzio Italiano Distributori Articoli Foto-cine-radio) costituitosi a Milano ad opera di un gruppo di 16 distributori operanti in varie regioni italiane tra i quali Bancolini di Bologna, Bigagli di Firenze, Crovetto di Genova, Pecchioli e Ropolo di Torino e Randazzo di Palermo.

## Produzione
- Ardita (1946), fotocamera a soffietto con obbiettivo  Ardita - Duplex Aplantica[1][5]
- Elvo (1938), fotocamera a cassetta in bachelite marrone con mirino pellicola 3x4 cm su pellicola 127,[6] obiettivo a fuoco fisso Elvo Maf Acromat f11 (secondo altra fonte pellicola 120 4x5 cm)[7]
- Invicta (1950), fotocamera in metallo
- Neo fotos (1948), fotocamera economica in bachelite formato 35 mm con mirino oculare, ottica 54 mm f7,7 otturatore con tempi di posa 25, 100 + B.[8][9]
- Juve fotocamera a cassetta copia della Gil che è stata la prima macchina fotografica fabbricata dai fratelli Durst, tra il 1938 e il 1942.[10]
- Riber Lys Fotocamera a cassetta, modello per l'esportazione[11]